# 安德烈·里施曼
安德烈·里施曼（法語：André Rischmann，1882年1月26日—1955年11月9日），法国男子橄榄球运动员。他曾代表法国参加1900年夏季奥林匹克运动会业余英式橄榄球比赛，获得一枚金牌。